# Sede vacante

A sede vacante ideje alatt a vatikáni címer tiara helyett umbraculumot ábrázol

A sede vacante (latinul: üres (betöltetlen) székkel – az üres széket jelentő „sedes vacans” ablativus esete) az az időszak, amikor egy római katolikus egyházmegyének nincs püspöke, mert lemondott vagy meghalt. Amikor a Római egyházmegye (vagy egyszerűen csak Róma) püspöke, vagyis a pápa hivatala nincs betöltve, akkor az Egyházat a bíborosok testülete irányítja II. János Pál pápa 1996-ban közzétett Universi Dominici gregis apostoli konstitúciójában foglaltak szerint.

## Jellemzői
A sede vacante idejére az Apostoli Szentszék minden tisztségviselőjének megszűnik a hivatala, kivéve a főpenitenciáriust, aki a konklávé alatt is érintkezhet a külvilággal és a camerlengo bíborost (bíboros kamarás), aki ebben az időben ellátja a „miniszterelnöki” feladatokat és a Vatikán vagyonát kezeli. A 2013-as pápai lemondás idején a főpenitenciárius Manuel Monteiro de Castro bíboros volt, a camerlengo pedig Tarcisio Bertone bíboros, korábbi államtitkár.
A pápai szék megüresedését külső jelek is mutatják: a vatikáni posta speciális bélyeget bocsát ki és megváltozik a Szentszék címere: Szent Péter kulcsai a pápai tiara helyett egy umbraculum alatt láthatók, ami a pápa hiányára és a bíboros kamarás (camerlengo) kormányzására utal. Ezt a címert tartalmazza az ebben az időszakban kibocsátott euróérme is.
A bíborosi kollégium ilyenkor a mindennapi vagy halaszthatatlan ügyeket intézi, valamint előkészíti az új pápa megválasztását. A pápák által kibocsátott törvényeket semmiképpen nem változtathatják meg, csak arra van hatalmuk, amire külön törvény ad feljogosítást. Határozatot is csak legvégső esetben hozhatnak, és ezt a dekrétumot az új pápának utólag jóvá kell hagynia.
A sede vacante akkor ér véget, amikor a konklávén megválasztott új pápa elfogadja a megválasztását, ugyanis ő ettől kezdve teljes jogú pápa. Nincs „beiktatás” vagy „felszentelés”, a megválasztás elfogadásától fogva a pápa teljes hatalommal bír. Ez alól kivétel, ha a megválasztott személy nem püspök, mert akkor azonnal püspökké kell szentelni, s a szenteléssel válik megválasztott pápából valódi, teljes jogkörrel és hatalommal rendelkező pápává. Ez utóbbinak egyházjogi lehetősége fennáll, de valószínűsége nagyon minimális.

## A sede vacanték listája

### Kiemelkedően hosszú sede vacanték
Míg a konklávék és a pápaválasztások általában rövid időn belül befejeződnek, több olyan időszak is előfordult, amikor a pápaság hónapokig vagy akár évekig betöltetlen volt.
Az alábbi táblázat az egy évet meghaladó sede vacante időszakokat részletezi:
| Előző pápa   | Következő pápa | Kezdete            | Vége                | Időtartama    |
| ------------ | -------------- | ------------------ | ------------------- | ------------- |
| IV. Kelemen  | X. Gergely     | 1268. november 29. | 1271. szeptember 1. | 2 év 10 hónap |
| IV. Miklós   | V. Celesztin   | 1292. április 4.   | 1294. július 5.     | 2 év 3 hónap  |
| V. Kelemen   | XXII. János    | 1314. április 20.  | 1316. augusztus 2.  | 2 év 3 hónap  |
| XII. Gergely | V. Márton      | 1415. július 4.    | 1417. november 11.  | 2 év 5 hónap  |